# Supetar
Supetar je največje mesto in pristanišče na otoku Brač z okoli 3.200 prebivalci ter središče istoimenske občine, edine s statusom mesta na Braču (hrv. Grad Supetar) z okoli 4000 prebivalci, ki upravno spada pod Splitsko-dalmatinsko županijo. Poleg Supetra obsega občina-mesto še naselja Mirca, Splitska in Škrip.
Supetar je manjše mesto na severni obali otoka. V okolici naselja so nasadi oljk  in vinogradi. Kraj je obdan z lepimi peščenimi plažami. Supetar je povezan s celino z trajektno linijo Split - Supetar.

## Zgodovina
Supetar je bil poseljen že v prazgodovini. Iz neolitske dobe je znano najdišče v jami Kopačina, ki se nahaja v bližini mesta. Iz antike pa so vidni ostanki sarkofaga pri cerkvici na pokopališču. Župnijska cerkev z mogočnim stopniščem v mestu je bila zgrajena 1733, ter obnovljena in razširjena 1887.

## Demografija
| Pregled števila prebivalcev po letih | Pregled števila prebivalcev po letih | Pregled števila prebivalcev po letih | Pregled števila prebivalcev po letih | Pregled števila prebivalcev po letih | Pregled števila prebivalcev po letih | Pregled števila prebivalcev po letih | Pregled števila prebivalcev po letih | Pregled števila prebivalcev po letih | Pregled števila prebivalcev po letih | Pregled števila prebivalcev po letih | Pregled števila prebivalcev po letih | Pregled števila prebivalcev po letih | Pregled števila prebivalcev po letih | Pregled števila prebivalcev po letih |
| ------------------------------------ | ------------------------------------ | ------------------------------------ | ------------------------------------ | ------------------------------------ | ------------------------------------ | ------------------------------------ | ------------------------------------ | ------------------------------------ | ------------------------------------ | ------------------------------------ | ------------------------------------ | ------------------------------------ | ------------------------------------ | ------------------------------------ |
| 1857                                 | 1869                                 | 1880                                 | 1890                                 | 1900                                 | 1910                                 | 1921                                 | 1931                                 | 1948                                 | 1953                                 | 1961                                 | 1971                                 | 1981                                 | 1991                                 | 2001                                 |
| 1656                                 | 1701                                 | 1774                                 | 1795                                 | 1829                                 | 1757                                 | 2637                                 | 1440                                 | 1303                                 | 1384                                 | 1422                                 | 1486                                 | 2060                                 | 2568                                 | 3016                                 |